# فاليري كار
فاليري كار (بالإنجليزية: Valerie Carr)‏ هي مغنية أمريكية، ولدت في 1936.